# Carlos Vicente Geroni Flores
 Carlos Vicente Geroni Flores  (Buenos Aires Argentina, 22 de marzo de 1895 – Madrid o Lisboa 22 de junio de 1953 ) fue un pianista, violinista, compositor y director de orquesta dedicado al género del tango.

## Estudios iniciales
Nació en una casa ubicada en la intersección de Corrientes} y Esmeralda. Tenía 5 años cuando empezó a estudiar piano y violín y luego siguió haciéndolo con el maestro Ernesto Drangosch, pasó becado por el Conservatorio Williams y estudió armonía con el maestro Cayetano Troiani. A los once años, viajó a Río de Janeiro invitado por Juan Ramzcola, director del Conservatorio Real de Lisboa, que funcionaba en esa ciudad, para estudiar en el mismo, y se graduó de profesor de piano y violín.

## Comienzo de su actividad profesional y viaje a Europa
De regreso, en 1912, dio conciertos en los salones La Argentina y Príncipe George’s Hall y comenzó a desempeñarse como primer violín concertino en la Compañía de Operetas Cittá di Milano dirigida por el maestro Mancinelli.
En 1913 Enrique Saborido, el pianista autor de los tangos Felicia y La morocha y uno de los mejores bailarines de Argentina, lo llevó a Europa como pianista cuando Geroni Flores ya estaba atraído por la música popular. Actuaron con gran suceso en los más distinguidos salones de París, Amberes, Bruselas y otras ciudades, abrió un salón para enseñar tango en París y luego otro en Londres pero debió dejarlos al estallar la guerra en agosto de 1914, regresando en 1915 a Buenos Aires en el vapor Tubantia.

## Regreso a Buenos Aires
Ese año formó una orquesta para grabar para el sello RCA Victor y trabajó tanto en Buenos Aires como en localidades de las provincias como solista de piano. Más adelante integró un pequeño conjunto dirigido por Arturo Bernstein (El Alemán), pasó brevemente por la orquesta de Agesilao Ferrazzano y en 1919 formó su primera orquesta, con la que debutó en el Bar Castilla —Corrientes al 1200—, integrada por él mismo al piano, Luis Petruccelli y Carlos Marcucci en bandoneón y Emilio Ferrer y Esteban Rovati en violín.
Cuando en 1920 Enrique Pedro Delfino viajó a Estados Unidos con el bandoneonista Osvaldo Fresedo y el violinista Tito Rocatagliatta para integrar la "Orquesta Típica Select" contratada por la grabadora Victor Talking Machine Co. (luego RCA Victor) en el marco de la lucha con su competidora Nacional-Odeon que poco antes había comenzado a grabar discos de tango en ese país y estaba batiendo récords de ventas en la Argentina, Geroni Flores lo sustituye formando dúo con Agesilao Ferrazzano para actuar en el foyer del Teatro Ópera de Buenos Aires, en tanto en el escenario de la sala tenía un extraordinario éxito el tango Milonguita de Delfino, cantado por Raquel Meller acompañada por la orquesta de Roberto Firpo. El dúo también realiza algunas grabaciones.
Más adelante Flores trabajó como solista en la Confitería Colón ubicada en la Avenida de Mayo y Bernardo de Irigoyen, y a mediados de 1922 graba para RCA Victor en un conjunto en el que acompaña desde el piano a los violinistas Emilio Ferrer y Bernardo Germino, los bandoneonistas  Carlos Marcucci y Pascual Mazzeo y a Salvador Ibáñez en pistón. También participaron en la etapa final los violinistas Arturo Bettoni y Fausto Frontera. Ese mismo año la orquesta de Flores animó en el Teatro Nacional la escena de cabaret del sainete Milonguita en el cual Manolita Poli estrenó el 25 de agosto el tango de Flores y Linnig Melenita de oro.
En 1924, creó con versos de Benjamín Tagle Lara la zamba Por el camino que en España fue conocida como La canción del boyero y se constituyó en un éxito del trío Irusta-Fugazot-Demare.
Actuó en el Café Colón del barrio de Flores y el 10 de junio de 1925 en el Teatro Nacional, Manolita Poli estrenó su tango Campana de plata, en el sainete Puente Alsina, escrito por Samuel Linnig quien falleció el 16 de octubre de ese año, tango que fue grabado por la orquesta de Roberto Firpo y por el cantor Ignacio Corsini.
Hasta 1929, la Orquesta Típica Flores actuó en los cafés Germinal y Nacional, en el cabaré Follies Bergere y en el cine San Martín de Flores. El 21 de junio de ese añose estrenó en el Teatro Nacional la pieza La sangre de las guitarras, escrita por Vicente Retta y Carlos Max Viale Paz con música de Geroni Flores que incluía el hermoso vals La virgen del perdón.
En 1930 al frente del sexteto integrado también por Antonio Rodio y Alberto Mercy (violines); Gabriel Clausi y Pascual Storti (bandoneones) y Luis Bernstein (contrabajo) grabó para RCA Victor Melenita de oro y Muchachita callejera de Salvador Granata. Al año siguiente inicia una gira por distintos puntos de América del Sur, Europa y África acompañado Luis Moresco, Héctor Presas y César Ginzo bandoneones);  Alberto Mercy y Víctor Canfrange (violines); Alfredo Marino y Héctor Farrell (cantores), a los que se unieron en Europa otros músicos, entre los que estaban Alberto Celenza, Tito Landó, Joaquín Mora y Alberto Romano. Su representante se fugó con el dinero recaudado, por lo que el conjunto se disolvió; Flores, muy afectado, se radicó en Lisboa, dedicado a la enseñanza de piano y violín, expuso pinturas de su autoría e intervino como actor en el filme portugués Pan nuestro, que también musicalizó.
En 1950 el letrista Lito Bayardo le propuso regresar a Buenos Aires pero Flores no aceptó y le pidió que pusiera letra a un tango cuya partitura le entregó. La obra con el título de Flor de pena se publicó luego de su muerte y fue grabada en Buenos Aires por la orquesta de Eduardo Del Piano con la voz de Roberto Bayot.
Murió en casa del conde de Arcentales, donde residía, siendo sus restos sepultados en el cementerio de San Isidro.

## Labor como compositor
Fue un “extraordinario valor de nuestra música popular, no muy bien ponderado, que desde su niñez mostró grandes cualidades escribiéndole los primeros tangos a Vicente Greco y otros famosos compositores”. Por entonces, Flores había escrito Soñador su primer tango, que no se editó y luego El compromiso y La cautiva. Este último, de original melodía y alto valor musical es uno de sus mejores tangos.
En su labor autoral se destacan nítidamente la zamba Por el camino (Zamba del boyero) y los tangos con letra de Samuel Linning, Melenita de oro y Campana de plata, de las que hizo creaciones la cantante Manolita Poli en el teatro Nacional.  
Las obras de Geroni Flores que grabó Carlos Gardel fueron La cautiva, que compusiera con Pedro Numa Córdoba; Maniquí, con Enrique Dizeo; A la luz del candil, con Julio Navarrine; Sólo se quiere una vez, con Claudio Frollo y La virgen del perdón, con Retta y Paz Viale.
Ignacio Corsini le registró Acordes, Andate con la otra, Como lloran los zorzales, Huella... huella!, Melancólica casita, con Enrique Dizeo; Mi cabaio baio, Pillería, Por el camino (Zamba del boyero), Siempre amigos, La tardecita, La traición, La tropilla y La virgen del perdón, el dúo Acuña-Ruiz le grabó Facón viejo y puntiagudo, Agustín Magaldi con Pedro Noda registraron Canción tucumana, Siguiendo las estrellas y Azucena Maizani grabó Andate con la otra y la hizo famosa.
Diversas orquestas le grabaron Acordes, Alhambra, Buena mano, Cadetes chilenos, Cardillo, El enigma, Humberto de Saboya, Mascarón de proa, Melancólica casita, Pomona, Pura pinta, ¡Ríase!, Serpentinas, La tardecita, Triste visión, Viejo poncho y el vals Marisabel.
Otras de sus obras que se recuerdan son Álzame en tus brazos, con Francisco García Jiménez, Muchachos me voy, con Agustín Magaldi y Pedro Noda, la canción criolla Mientras lloran los zorzales, con Benjamín Tagle Lara; La preguntona, Mi ha gayeteao, La güeya 'e los porrasos, Oros, espadas, copas y bastos, Gualicho di amor, El porfiao, El bolsaso, El craido y Unas qui otras. 
Julián Porteño escribió de Geroni Flores:

«Bohemio errante, Flores paseó su talento musical por el orbe, difundiendo tangos y música folklórica en un estilo personal y sutil. Y si como autor logró obtener un prestigio nada común, como intérprete del piano alcanzó tal suceso, que quienes tuvieron el privilegio de escucharlo, no podrán olvidarlo jamás».